# RWE Supply & Trading CZ
RWE Supply & Trading CZ ist gegenwärtig der größte Erdgashändler und -importeur in Tschechien. RWE Supply & Trading CZ ist eine Tochtergesellschaft des deutschen Versorgungsunternehmens RWE. Die Gesellschaft entstand aus dem früheren Unternehmen RWE Transgas.

## Hintergrund
Der deutsche Energiekonzern RWE erwarb 2002 für 4,1 Mrd. Euro eine Mehrheitsbeteiligung an der bis dahin noch staatlichen tschechischen Gesellschaft Transgas und zusätzlich Anteile an 4 regionalen Gasgesellschaften. Beim Erwerb der Anteile vom Nationalen Vermögensfonds der Tschechischen Republik handelte es sich um eine der größten Privatisierungen in Tschechien nach dem Übergang des Landes zur Marktwirtschaft. Seit 2005 agierte die Gesellschaft unter dem Namen RWE Transgas.
Ab 2007 wurden die gesamten Aktivitäten von RWE in Tschechien gemäß den EU-Vorgaben weitgehend entflechtet und 2012 unter dem Dach der neugegründeten Aktiengesellschaft RWE Česká republika, a.s. aufgestellt. Danach agierte deren Tochtergesellschaft RWE Transgas als reiner Gasgroßhändler. Die weiteren Tochterunternehmen Net4gas (früher RWE Transgas Net) und RWE Gas Storage (Erdgasspeicher-Betreiber) wurden zu separaten Gesellschaften unter RWE Česká republika.

### Net4Gas
Net4Gas gewährleistet als Fernleitungsnetzbetreiber den Transit von Erdgas durch Tschechien und die Versorgung der inländischen tschechischen Kunden mit Erdgas. Net4Gas verfügt über den tschechischen Teil der Transgas-Pipeline von Lanžhot, an der tschechisch-slowakischen Grenze, nach Olbernhau in Deutschland. Bereits ab 1997, also zu Zeiten des ehemaligen Staatsunternehmens Transgas, wurde dessen Marktposition im Transitgeschäft geschwächt, als die konkurrierende Yamal-Europa-Pipeline in Betrieb genommen wurde. Ein weiterer Konkurrent ist inzwischen die Nord-Stream-Verbindung zwischen Russland und Deutschland über die Ostsee.
Im März 2013 hat RWE den Netzbetreiber Net4Gas für einen Kaufpreis von 1,6 Milliarden Euro an ein Konsortium, bestehend aus dem deutschen Versicherer Allianz und dem kanadischen Infrastrukturfonds Borealis Infrastructure verkauft.